# Uleodothis balansiana
Uleodothis balansiana är en svampart som först beskrevs av Sacc., Roum. & Berl., och fick sitt nu gällande namn av Theiss. & Syd. 1915. Uleodothis balansiana ingår i släktet Uleodothis och familjen Venturiaceae.   Inga underarter finns listade i Catalogue of Life.